# Carex anomoea
Carex anomoea är en halvgräsart som beskrevs av Hand.-mazz. Carex anomoea ingår i släktet starrar, och familjen halvgräs. Inga underarter finns listade i Catalogue of Life.